# Silje Opseth

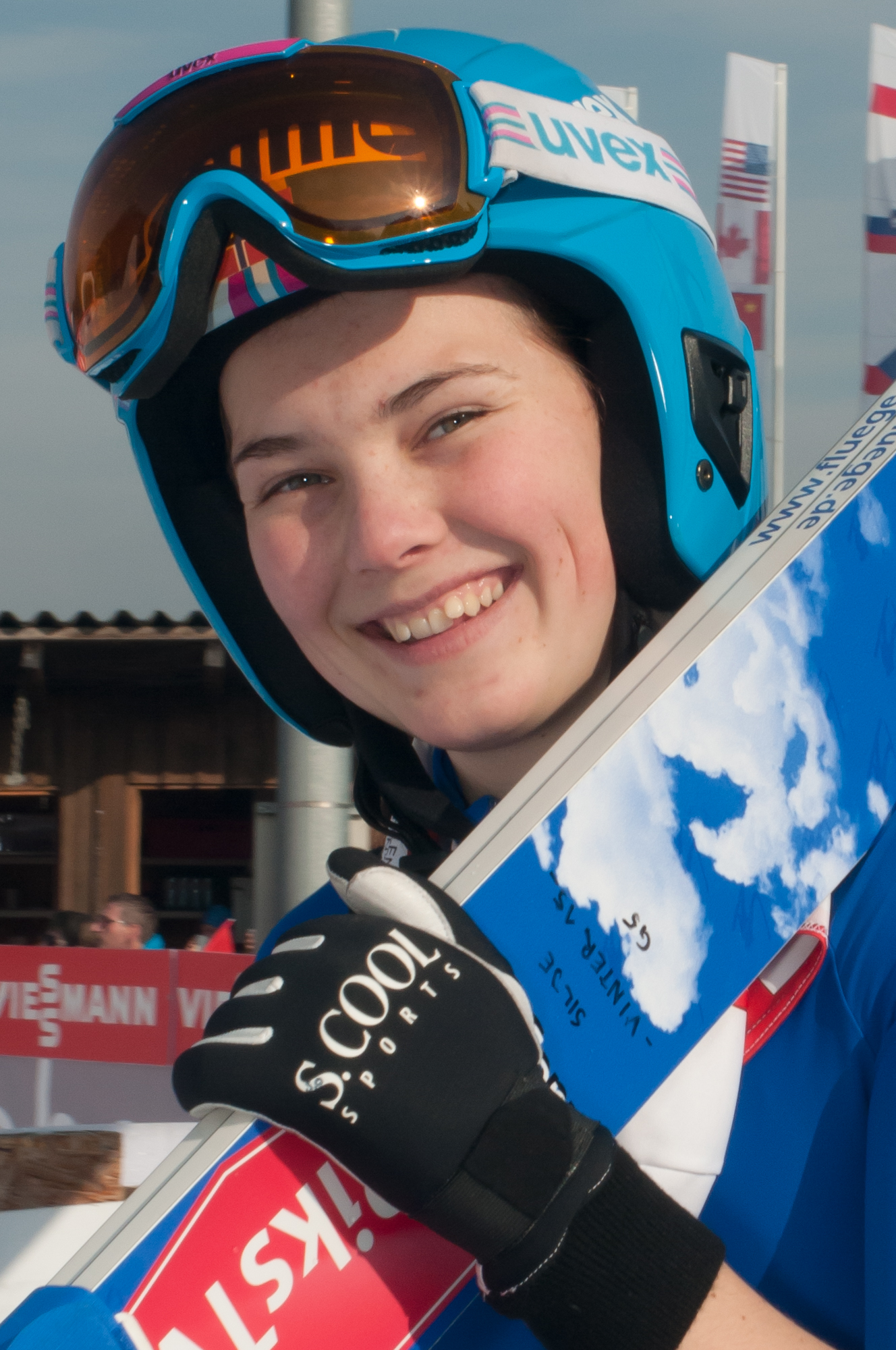
Silje Opseth in Hinzenbach (2015)

Silje Opseth (* 28. April 1999 in Hønefoss) ist eine norwegische Skispringerin. Ihr bisher größter sportlicher Erfolg ist die Silbermedaille im Mixed-Mannschaftswettbewerb bei den Weltmeisterschaften 2021 in Oberstdorf. Sie hielt vom 17. März 2024 bis zum 14. März 2025 mit 230,5 Metern den Skiflugweltrekord der Frauen.

## Werdegang
Silje Opseth besuchte das Sportgymnasium Norges Toppidrettsgymnas (NTG) in Lillehammer.

### Skispringen
Sie begann ihr Profikarriere als Skispringerin in der Saison 2014/15 im Rahmen zweier Wettbewerbe im Continental Cup am 12. und 13. Dezember 2014 in Notodden und erreichte hierbei die Plätze 43 und 38. Jedoch gelangen Opseth schon bei ihrer nächsten Teilnahme an einem Wettbewerb im Continental Cup im Januar 2015 in Falun mit den Plätzen fünf und sieben zwei Top-10-Ergebnisse. Am Ende der Saison belegte sie in der Gesamtwertung mit 81 Punkten den 20. Rang. Bei den Nordischen Junioren-Skiweltmeisterschaften 2015 in Almaty erreichte Opseth im Einzelwettbewerb den sechsten Rang.
Am 4. Dezember 2015 gab Opseth schließlich in Lillehammer ihr Debüt im Weltcup, wo sie 37. wurde. Insgesamt erreichte sie am Ende der Saison mit 22 Punkten durch zwei Top-30-Platzierungen auf den Weltcup-Stationen in Oslo und Lahti den 40. Platz in der Gesamtwertung. Bei den Nordischen Junioren-Skiweltmeisterschaften 2016 in Râșnov belegte Opseth im Einzelwettbewerb den elften Rang, im Mixed-Teamwettbewerb erreichte sie mit Anna Odine Strøm, Halvor Egner Granerud und Marius Lindvik den vierten Platz und verfehlte damit knapp einen Podestrang.
Am 10. und 11. September 2016 debütierte Opseth in Tschaikowski im Sommer-Grand-Prix. Mit den Plätzen 25 und 23 holte sie auch direkt ihre ersten Grand-Prix-Punkte. Mit 14 Punkten belegte sie den 30. Platz in der Gesamtwertung. Bei den Nordischen Junioren-Skiweltmeisterschaften 2017 in Park City belegte sie im Einzelwettbewerb den 22. Rang und sowohl im Teamwettbewerb als auch im Mixed-Teamwettbewerb belegte sie den vierten Platz und verpasste damit erneut eine Medaille. Bei den Nordischen Skiweltmeisterschaften 2017 in Lahti verpasste sie als 31. den Finaldurchgang im Einzel und belegte mit der norwegischen Mannschaft den fünften Platz im Mixed-Teamwettbewerb. Im Weltcup 2016/17 erreichte sie mit Rang 23 in Oslo nur einmal die Punkteränge.
In der Weltcup-Saison 2017/18 sprang sie deutlich öfters in die Punkteränge als in ihren ersten beiden Jahren im Weltcup. Sie verbesserte ihr bestes Einzelergebnis auf Platz 14, das sie am 3. März 2018 in Râșnov erzielte. Mit 163 Punkten belegte sie den 20. Platz im Gesamtweltcup und damit ihr bis dahin bestes Abschneiden. Bei den Nordischen Junioren-Weltmeisterschaften 2018 in Kandersteg belegte sie den zwölften Rang im Einzelwettbewerb und mit der norwegischen Frauen-Mannschaft den fünften Rang. Im Mixed-Teamwettbewerb gewann sie zusammen mit Fredrik Villumstad, Anna Odine Strøm und Marius Lindvik den Weltmeistertitel. Bei den im Anschluss an die Junioren-WM stattfindenden Olympischen Winterspielen in Pyeongchang belegte sie den 16. Platz im Einzelwettbewerb auf der Normalschanze.
Am 1. Dezember 2018 sprang sie als Neunte auf dem Lysgårdsbakken in Lillehammer erstmals unter die Top Ten eines Weltcup-Springens. Bei den Nordischen Junioren-Weltmeisterschaften 2019 im finnischen Lahti belegte sie den vierten Rang im Einzelwettbewerb und mit der norwegischen Frauen-Mannschaft den neunten Rang. Im Mixed-Teamwettbewerb gewann sie zusammen mit Ingebjørg Saglien Bråten, Fredrik Villumstad und Thomas Aasen Markeng die Silbermedaille.
Bei den Nordischen Skiweltmeisterschaften 2019 gewann Opseth mit dem Team, zu dem zudem Anna Odine Strøm, Ingebjørg Saglien Bråten und Maren Lundby gehörten, die Bronzemedaille. Im Einzelwettbewerb belegte sie den elften Rang.
Bei den Skiweltmeisterschaften 2021 in Oberstdorf wurde Opseth in den Einzelwettbewerben Fünfte von der Groß- und Sechste von der Normalschanze. Im Mannschaftswettbewerb gewann sie mit Maren Lundby, Anna Odine Strøm und Thea Minyan Bjørseth die Bronzemedaille und belegte im Mixed-Teamwettbewerb gemeinsam mit Maren Lundby, Robert Johansson und Halvor Egner Granerud den Silberrang. Bei den Olympischen Winterspielen in Peking wurde sie im Einzelwettbewerb Sechste und mit dem norwegischen Mixed-Team Achte. Nach den Olympischen Winterspielen feierte sie am 5. März 2022 auf dem Holmenkollbakken in Oslo ihren ersten Einzel-Weltcupsieg.
Zu Beginn der Saison 2022/23 feierte Opseth am 5. November auf der Malinka in Wisła ihren zweiten Einzel-Weltcupsieg. Der dritte Weltcupsieg im Einzel folgte am 4. Dezember auf der Großschanze des Lysgårdsbakken in Lillehammer. An der WM 2023 nahm Opseth aufgrund schwacher Trainingsleistungen zunächst nicht teil, wurde jedoch aufgrund des Ausfalls von Eirin Maria Kvandal für das Springen auf der Großschanze nominiert. Kurz nach der WM gewann Opseth in Lillehammer und feierte auch in der daraufolgenden Saison zwei Siege. Nach ihrem Erfolg in Willingen kritisierte die ehemalige Weltklassespringern Sarah Hendrickson Opseths Sprunganzug und forderte ihre Disqualifikation.
Am 17. März 2024 stellte Opseth auf dem Vikersundbakken mit 230,5 Metern einen neuen Skiflugweltrekord der Frauen auf. Am selben Tag war Opseth zuvor bei ihrem Sprung auf 236,5 Meter im Probedurchgang gestürzt und hatte sich Verletzungen im Gesicht zugezogen.
Im Januar 2025 zog sich Opseth beim Weltcup in Sapporo eine Knieverletzung zu und musste ihre Teilnahme am Rest der Saison absagen.

### Nordische Kombination
Opseth gehört auch zu den Pionierinnen der Nordischen Kombination in Norwegen und betrieb diesen Sport bis 2015, ehe sie sich auf das Spezialspringen verlegte.

## Engagement und Ehrungen
Im Jahr 2016 erhielten sie und Leif Torbjørn Næsvold den Jubiläumspokal des Norwegischen Skiverbandes für Fair Play und Engagement.
Opseth ist Botschafterin der Anti-Alkohol-Kampgane Idrett utan alkohol. Beim Holmenkollen-Skifestival 2023 kritisierte sie den dortigen Alkoholkonsum.
Im Jahr 2023 sprach Opseth öffentlich über den Einfluss der Menstruation auf das sportliche Leistungsvermögen und das Führen eines Menstruationstagebuches. Dafür erhielt sie Zuspruch von Hanne Staff, die an dem Forschungsprojekt FENDURA beteiligt ist, das dieses Thema untersucht.
Im Februar 2025 gab Opseth dem norwegischen Fernsehen ein Interview, in dem sie über den im Skispringen vorhandenen Druck, ein geringes Körpergewicht zu haben, und die damit verbundenen körperlichen und psychischen Belastungen sprach. In diesem Zusammenhang mahnte sie auch eine Änderung der bestehenden BMI-Regel an. Öffentlichen Zuspruch erhielt Opseth von Katharina Schmid, Eva Pinkelnig und Jacqueline Seifriedsberger. Bereits im Jahr 2022 hatten Opseth und Maren Lundby den Polnischen Skiverband kritisiert, nachdem er Skispringerinnen mit einem BMI von über 21 die Förderung entzogen hatte.

## Erfolge

### Weltcupsiege im Einzel
| Nr. | Datum            | Ort         | Typ         |
| --- | ---------------- | ----------- | ----------- |
| 1.  | 5. März 2022     | Oslo        | Großschanze |
| 2.  | 5. November 2022 | Wisła       | Großschanze |
| 3.  | 4. Dezember 2022 | Lillehammer | Großschanze |
| 4.  | 8. Januar 2023   | Sapporo     | Großschanze |
| 5.  | 13. März 2023    | Lillehammer | Großschanze |
| 6.  | 4. Februar 2024  | Willingen   | Großschanze |
| 7.  | 9. März 2024     | Oslo        | Großschanze |

### Weltcupsiege im Team
| Nr. | Datum            | Ort       | Typ                   |
| --- | ---------------- | --------- | --------------------- |
| 1.  | 20. Februar 2021 | Râșnov    | Normalschanze Mixed 1 |
| 2.  | 3. Februar 2023  | Willingen | Großschanze Mixed 2   |

### Grand-Prix-Siege im Team
| Nr. | Datum              | Ort          | Typ               |
| --- | ------------------ | ------------ | ----------------- |
| 1.  | 12. September 2021 | Tschaikowski | Großschanze Mixed |
| 2.  | 1. Oktober 2021    | Klingenthal  | Großschanze Mixed |

### Intercontinental-Cup-Siege im Einzel
| Nr. | Datum             | Ort      | Typ           |
| --- | ----------------- | -------- | ------------- |
| 1.  | 13. Dezember 2024 | Notodden | Normalschanze |

## Statistik

### Weltcup-Platzierungen
| Saison  | Platz | Punkte |
| ------- | ----- | ------ |
| 2015/16 | 40.   | 022    |
| 2016/17 | 51.   | 008    |
| 2017/18 | 20.   | 163    |
| 2018/19 | 16.   | 381    |
| 2019/20 | 10.   | 472    |
| 2020/21 | 04.   | 692    |
| 2021/22 | 06.   | 731    |
| 2022/23 | 07.   | 837    |
| 2023/24 | 11.   | 628    |
| 2024/25 | 43.   | 024    |

### Grand-Prix-Platzierungen
| Saison | Platz | Punkte |
| ------ | ----- | ------ |
| 2016   | 30.   | 014    |
| 2017   | 29.   | 025    |
| 2018   | 53.   | 002    |
| 2019   | 22.   | 031    |
| 2021   | 04.   | 265    |
| 2022   | 17.   | 069    |
| 2023   | 53.   | 013    |
| 2024   | 38.   | 020    |

### Intercontinental-Cup-Platzierungen
| Saison  | Platz | Punkte |
| ------- | ----- | ------ |
| 2024/25 | 23.   | 200    |

### Continental-Cup-Platzierungen
| Saison  | Platz | Punkte |
| ------- | ----- | ------ |
| 2014/15 | 20.   | 081    |
| 2015/16 | 17.   | 100    |
| 2016/17 | 19.   | 076    |
| 2022/23 | 27.   | 130    |

### Schanzenrekorde
| Schanze (Hillsize)       | Ort              | Land        | Weite   | aufgestellt am  | Rekord bis      |
| ------------------------ | ---------------- | ----------- | ------- | --------------- | --------------- |
| Hochfirstschanze (HS142) | Titisee-Neustadt | Deutschland | 138,0 m | 30. Januar 2021 | 30. Januar 2021 |
| Hochfirstschanze (HS142) | Titisee-Neustadt | Deutschland | 138,5 m | 30. Januar 2021 | aktuell         |
| Vikersundbakken (HS240)  | Vikersund        | Norwegen    | 230,5 m | 17. März 2024   | 14. März 2025   |